# Wu Kai Sha (stacja MTR)
Wu Kai Sha (chiński: 烏溪沙) – jedna ze stacji MTR, systemu szybkiej kolei w Hongkongu, na Ma On Shan  Line. Została otwarta 21 grudnia 2004. 
Znajduje się w pomiędzy Sai Sha Road i Sha On Street, w Wu Kai Sha w dzielnicy Sha Tin, w Nowych Terytoriach.